# Iwan Łatunow
Iwan Siergiejewicz Łatunow (ros. Иван Сергеевич Латунов, ur. 31 października (lub 13 grudnia) 1906 we wsi Studiency w guberni samarskiej, zm. 1970 w Moskwie) – radziecki polityk, członek KC KPZR (1952-1971).
Od 1930 należał do WKP(b), w 1935 ukończył Uralski Instytut Leśno-Techniczny, po czym został szefem wydziału pracy i jakości w fabryce w Syzraniu, w latach 1938-1939 był sekretarzem Komitetu Miejskiego WKP(b) w Syzraniu. W latach 1939–1940 organizator odpowiedzialny Zarządu Kadr KC WKP(b), 1940-1941 II sekretarz Komitetu Obwodowego WKP(b) w Archangielsku. W latach 1941–1945 żołnierz Armii Czerwonej, uczestnik II wojny światowej, 1945-1946 ponownie II sekretarz Komitetu Obwodowego WKP(b) w Archangielsku. Od 19 listopada 1946 do 29 września 1948 przewodniczący Komitetu Wykonawczego Rady Obwodowej w Archangielsku, od lipca do listopada 1948 w KC WKP(b), od grudnia 1948 do listopada 1955 I sekretarz Komitetu Obwodowego WKP(b)/KPZR w Archangielsku. Od 14 października 1952 do 30 marca 1971 był członkiem KC KPZR, od 2 listopada 1955 do 29 listopada 1960 I sekretarzem Komitetu Obwodowego KPZR w Wołogdzie, później ponownie pracował w KC KPZR. Deputowany do Rady Najwyższej ZSRR od 3 do 5 kadencji.

## Odznaczenia
- Order Lenina
- Order Czerwonego Sztandaru (dwukrotnie)
- Order Wojny Ojczyźnianej I klasy
- Order Czerwonej Gwiazdy

I medale.